# Красная Талка (фабрика)
 «Кра́сная Та́лка»  — текстильная фабрика в городе Иваново.

## История
Фабрика «Красная Талка» была построена на территории пустоши Петрищево. В 1774—1796 годах пустошь Петрищево принадлежала графу Петру Шереметеву и капитану-поручику С. М. Рахманову. В 1796 г. долю последнего купил у его сыновей Я. Н. Молчанов и продал графу Николаю Шереметеву. Пустошь располагалась на левом берегу реки Талки. Петрищево разделялось железной дорогой на две части. На участке перед железнодорожной линией в 1870-е года начала строиться новая фабрика Прасковьи Ивановны Витовой с сыновьями. В 1878 году появились красильный и заварочный корпуса, в 1880—1890-е года выстроена отделочная фабрика, а в 1893 году всё производство перевели с Негорелой улицы в Петрищево. В предреволюционные годы во главе предприятия стояли Федор и Николай Александровичи и Александр Федорович Витовы. На фабрике были устроены квартиры специалистов, общежитие, столовая, библиотека, баня, прачечная, приёмный покой. В 1917 году эта часть Петрищева вошла в состав города, а другая часть присоединилась к Иваново-Вознесенску в 1922 году.
Значительная реконструкция фабрики была проведена в послереволюционные годы. Она стала называться «Петрищевской мануфактурой». Для организации работы текстильных фабрик местного значения в сентябре 1923 г. был создан трест «Ивтекстиль», куда вошла и Петрищевская фабрика, которая в 1925 году получила имя революционера Фёдора Афанасьева. До революции в хлопчатобумажной промышленности существовала большая диспропорция между прядением, ткачеством и отделочным производствами. Для устранения этого недостатка 1 мая 1927 года на территории фабрики была проведена закладка нового прядильного корпуса на 120 тыс. веретён, а осенью 1929 года состоялся пуск новой фабрики. Она получила название «Красная Талка», в честь революционных событий на реке Талке. Это было одно из первых в стране зданий из железобетонных конструкций и одно из наиболее выразительных промышленных сооружений периода конструктивизма.
К 70-летию первого Совета на фронтоне прядильного корпуса было установлено мозаичное панно «Герои революции», на котором изображены руководители местной большевистской партийной организации — Ольга. Варенцова, Фёдор Афанасьев, Михаил Фрунзе и Евлампий Дунаев. Автором панно является заслуженный художник РФ К. П. Фролов.
В 1991 году, пытаясь предотвратить хищение с фабрики ткани, погиб милиционер Д. Мясников. Его гибель повлекла большой общественный резонанс в городе[значимость факта?]
В 1990-х годах из-за разрушения межотраслевых связей лёгкой промышленности СССР и прекращения поставок сырья из союзных республик СССР, прядильное производство фабрики перестало функционировать. Изготовление тканей было прекращено. Со временем здание прядильного производства пришло в запустение. В настоящий момент сохранилось только отделочное производство фабрики — отбеливание и крашение готовой ткани.
С 2005 года в здании прядильного производства фабрики «Красная Талка» располагается отраслевой текстильный комплекс «ТекстильПрофи — Иваново». Приступая к реконструкции архитектурного комплекса, было принято решение сохранить исторический облик здания — архитектурного памятника, выполненного в лучших традициях организации текстильных предприятий.
Отделочное производство фабрики расположено в старых зданиях мануфактуры Витовых, построенных в конце XIX века, и функционирует до сих пор как «Текстильная компания „Красная Талка“», преобразованное затем в ООО "ОП (отделочное производство) «Красная Талка».

## Архитектура

### Прядильное производство

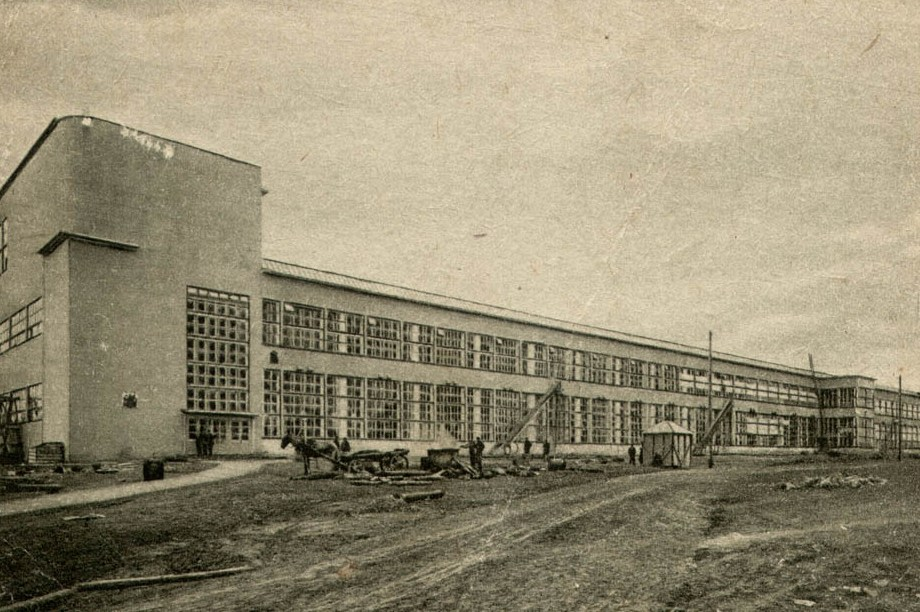
Корпус прядильного производства фабрики «Красная Талка» (1930 г.)

Прядильное производство фабрики «Красная Талка» представляло собой двухэтажное здание со сплошным ленточным остеклением. Корпус шириной в 38 м впервые в СССР был выполнен из железобетонных конструкций. На этой фабрике впервые применена технологическая схема размещения прядильного производства в двухэтажном сооружении, предложенная в дипломном проекте выпускника МВТУ И. С. Николаева, созданном под руководством В. А. Веснина (проект демонстрировался на Всемирной выставке в Париже в 1925 г.). Авторами проекта прядильного корпуса фабрики выступили московские архитекторы И. С. Николаев и Б. В. Гладков. Это промышленное сооружение относится к эпохе восстановления и построения фундамента социалистической экономики 1917 — начала 1930-х годов.
Деление здания на два этажа строго отвечало технологическому процессу: первый этаж был отведен для подготовительного процесса — здесь работали тяжелые чесальные и ленточные машины, банкаброши; второй этаж предназначался для работы прядильного отделения, требующего постоянного режима влажности и хорошего освещения по всей площади.

## Известные работники
- Шлапаков, Иван Романович